# Rhamphomyia diversa
Rhamphomyia diversa är en tvåvingeart som beskrevs av Daniel William Coquillett 1901. Rhamphomyia diversa ingår i släktet Rhamphomyia och familjen dansflugor.
Artens utbredningsområde är New Jersey. Inga underarter finns listade i Catalogue of Life.